# Robert Morey (Ruderer)
Robert Willis „Bob“ Morey, Jr. (* 23. August 1936 in Cleveland, Ohio, Vereinigte Staaten; † 18. Januar 2019) war ein US-amerikanischer Ruderer und Olympiasieger, Marineoffizier und Finanzmakler.

## Leben
Morey wurde 1936 als Sohn von Robert Willis und Elizabeth Brahm Morey in Cleveland (Ohio) geboren; danach ließ sich die Familie in Short Hills (New Jersey) nieder, wo er die Pingry School besuchte. Er lernte die Reit- und Schießkunst bei der Junior Essex Troop. Er besuchte ab 1954 die Phillips Exeter Academy, wo er zu rudern begann. Morey gehörte den Yale Bulldogs, dem Sportteam der Yale University, an und gewann mit dem US-Team als 20-Jähriger bei den Olympischen Sommerspielen 1956 in Melbourne die Goldmedaille im Rudern (Achter). Vom siegreichen Achter überleben ihn William Becklean, Caldwell Esselstyn und Thomas Charlton. 1958 kam er auf die Yale University.
Nach seinem Abschluss in Yale wurde Morey als Ensign bei der United States Navy eingesetzt und diente als Navigator an Bord des Eisbrechers USS Atka. Nach seinem Militärdienst schloss er sein Studium an der Harvard Business School (MBA '62) ab. Er begann eine Karriere im Finanzwesen bei den Brown Brothers Harriman. In New York City (New York) lernte er Maura Burke kennen, mit der er 50 Jahre verheiratet war. Sie ließen sich in Tiburon (Kalifornien) nieder. 1984 gründete Morey eine eigene Zeichnungsfirma, R. W. Morey, Inc., die ein Pionier auf dem Markt für Rückversicherungen von Krankenversicherung war. Er war Vorstandsmitglied der San Francisco Opera, des California Pacific Medical Center und von Coventry Health Care, Inc. Er gehörte dem Rotary International an und war Gründungsmitglied des Rotary-Clubs „Tiburon Sunset“.
Er wurde als Mitglied einer Episkopalkirche geboren, konvertierte später zur römisch-katholischen Kirche und war in der Religionsgemeinschaft aktiv. Morey gehörte dem Ritterorden vom Heiligen Grab zu Jerusalem sowie dem Souveränern Malteserorden als Ritter an.
Robert W. Morey Jr. hinterließ seine Frau Maura und seine Schwester Louise Severance (Dick) aus Stowe (Vermont). Robert und Maura hatten fünf Kinder: Suzanne Morey aus Pueblo (Colorado), Robert W. Morey III (Kristin) aus Syracuse (New York), Jennifer Morey Sutter (Garrett) aus Princeton (New Jersey), Alison Morey Garrett (Mark) aus Mill Valley (Kalifornien), und Edward Morey aus Boston (Massachusetts). Morey hatte neun Enkelkinder.
Für den am 18. Januar 2019 im Alter von 82 Jahren verstorbene Robert Morey wurde am 28. Januar 2019 in der St. Dominic Church in San Francisco eine Trauermesse abgehalten.